# SIAI S.13
Die SIAI S.13 war ein Aufklärungs- und Jagdflugboot des italienischen Flugzeugherstellers SIAI-Marchetti und eine kleinere Version des Vorgängermodells SIAI S.12.

## Geschichte
Die italienische Marine kaufte 58 Flugboote, die spanische Marine 20 Exemplare mit einem Hispano-Suiza-Motor mit 300 PS. In Frankreich wurde die Maschine in Lizenz unter CAMS C-13 gebaut und vertrieben. Die schwedische Marine erhielt drei S.13.
Eine zivile Version wurde unter dem Namen SIAI S.13bis vertrieben.

## Technik
Die S.13 war ein einmotoriges Doppeldecker-Jagdaufklärungsflugboot mit zwei Mann Besatzung. Pilot und Beobachter saßen nebeneinander im offenen Cockpit und waren nur durch eine Windschutzscheibe geschützt. Der kanuförmige Rumpf bestand aus drei Schichten Holz. Die Tragflächen waren, wie bei den Vorgängermaschinen SIAI S.8 bis SIAI S.12, mit Leinen bespannt und mit Holmen und Stahldrähten am Rumpf befestigt. Die S.13 wurde von einem Isotta Fraschini V6-Motor mit 250 PS und einer Zweiblattluftschraube angetrieben. Die Bewaffnung bestand aus einem 7,7 mm-Maschinengewehr.

## Versionen
| Version   | Daten                                                 |
| --------- | ----------------------------------------------------- |
| S.13      | Aufklärungs- und Jagdflugboot für die Marine          |
| S.13bis   | Zivilversion                                          |
| S.13bis M | militärische Version der S.13                         |
| S.13Tipo  | einsitzige Spezialversion für das Militär (verworfen) |
| CAMS C-13 | französische Lizenzproduktion                         |

## Technische Daten
| Kenngröße             | Daten                                         |
| --------------------- | --------------------------------------------- |
| Besatzung             | 1–2                                           |
| Länge                 | 9,02 m                                        |
| Spannweite            | 11,3 m                                        |
| Höhe                  | 3,2 m                                         |
| Flügelfläche          | 34,5 m²                                       |
| Leermasse             | 1285 kg                                       |
| Startmasse            | 1560 kg                                       |
| Antrieb               | ein Isotta Fraschini v. 6 mit 250 PS (184 kW) |
| Reisegeschwindigkeit  | 152 km/h                                      |
| Höchstgeschwindigkeit | 177 km/h                                      |
| Reichweite            | ca. 600 km                                    |
| Bewaffnung            | ein 7,7 mm MG (.303 in)                       |

## Benutzer
Frankreich (als CAMS C-13 in Lizenz)
- Aéronavale: 20

 Königreich Italien
- Regia Marina: 59

 Japan
- Kaiserlich Japanische Marine: 1

 Norwegen
- Marinens flygevåpen: ?

 Spanien
- Spanische Luftstreitkräfte: 20

 Schweden
- Schwedische Marine (Marinens Flygväsen): 3

 Jugoslawien
- Königlich-Jugoslawische Marine: 1